# Rib (bouwkunde)
Een rib duidt in de bouwkunde een (dunne) balk aan.
Dit gebruik stamt uit de tijd van de scheepsbouw, waar de ribben van het schip de gebogen stukken hout zijn, die het geraamte van het schip vormen.
Daarnaast is deze term veel gebruikt in de architectuur, vooral in de Gotiek. De gewelven van kerken ontwikkelden zich in het begin van de Gotiek van kruisgewelven naar kruisribgewelven, waarbij ze werden voorzien van gewelfribben, ter ondersteuning van de boogvorm.